# Les Raisins verts
Les Raisins verts é um programa de televisão francês criado por Jean-Christophe Averty. O programa foi um sucesso de audiência e ganhou diversos prêmios internacionais, incluindo um Emmy Award e o Rosa de Bronze no Festival Rosa de Ouro O júri também unanimemente concedeu uma menção especial ao programa por sua originalidade.